# Grasøyane fyr
Das Grasøyane fyr ist ein Leuchtfeuer in der westnorwegischen Gemeinde Ulstein im Fylke Møre og Romsdal.

Der Leuchtturm steht auf dem höchsten Punkt der kleinen Insel Grasøya zwischen den Inseln Runde im Südosten und Godøya im Nordwesten. Das Grasøyane fyr markiert die Einfahrt in den Storfjord, dessen Ende in den bekannten Geirangerfjord mündet.

Gürtellinse im Leuchtturm, 2009

Die Anlage besteht aus dem alten hölzernen Leuchtfeuergebäude mit einem Eckturm aus dem Jahr 1886 und dem neuen, gusseisernen Turm aus dem Jahr 1950.
Der Holzturm wurde 1945 bei einem Fliegerangriff beschädigt. Der neue Leuchtturm ist der letzte Gusseisenturm, der in Norwegen gebaut wurde. Neben dem Leuchtturm besteht die Leuchtfeuerstation auch noch aus einem Maschinenhaus, Wirtschaftsgebäude und einem Bootshaus mit Anlegestelle.
Die Anlage steht unter Denkmalschutz, zudem gehören die Inseln Grasøyane zum Naturreservat Runde und stehen unter Naturschutz.